# 공동정범
| |
| 형법 刑法 |
| 형법학 · 범죄 · 형벌 죄형법정주의 |
| 범죄론 |
| 구성요건 · 실행행위 · 부작위범 간접정범 · 미수범 · 기수범 · 중지범 불능범 · 상당인과관계 고의 · 고의범 · 착오 과실 · 과실범 공범 · 정범 · 공동정범 공모공동정범 · 교사범 · 방조범 |
| 항변 |
| 위법성조각사유 · 위법성 · 책임 · 책임주의 책임능력 · 심신상실 · 심신미약 · 정당행위 · 정당방위 · 긴급피난 · 오상방위 · 과잉방위 · 강요된 행위                                     |
| 죄수 |
| 상상적 경합 · 연속범 · 병합죄 |
| 형벌론 |
| 사형 · 징역 · 금고 벌금 · 구류 · 과료 · 몰수 법정형 · 처단형 · 선고형 자수 · 작량감경 · 집행유예                                                                                  |
| 대인범죄 |
| 보통살인죄 · 존속살해죄 · 자살교사·방조죄 |
| 촉탁승낙살인죄 · 영아살해죄 · 낙태죄 |
| 상관살해죄 |
| 폭행죄 · 상해치사죄 · 절도죄 |
| 성범죄 · 성매매알선 · 강간죄 |
| 유괴 · 과실치사상죄 · |
| 대물범죄 |
| 손괴죄 · 방화죄 |
| 절도죄 · 강도죄 · 사기죄 |
| 사법절차 방해죄 |
| 공무집행방해죄 · 뇌물죄 |
| 위증죄 · 배임죄 |
| 미완의 범죄 |
| 시도 · 모의 · 공모 |
| 형법적 항변 |
| 자동증, 음주 & 착오 |
| 정신 이상 · 한정책임능력 |
| 강박 · 필요 |
| 도발 · 정당방위 |
| 다른 7법 영역 |
| 헌법 · 민법 · 형법 |
| 민사소송법 · 형사소송법 · 행정법 |
| 포털: 법 · 법철학 · 형사정책 |
| v • d • e • h |

공동정범(共同正犯, 독일어: mittäter, 영어: joint principal offender)이란 2인 이상이 공동으로 범행하는 경우를 지칭하는 대한민국 형법의 개념이다.

## 관련 조항
형법 제30조 (공동정범) 2인 이상이 공동하여 죄를 범한 때에는 각자를 그 죄의 정범으로 처벌한다.

## 의의
2인 이상이 각각 구성요건의 '전부'를 실현할 때, 예컨대 위키군과 브리트니양이 각각 칼로써 엔카르타군의 급소를 찔러 살해한 경우에는 각자가 엔카르타군에 대한 살인죄의 정범이 되는 것은 당연하다. 그러므로 이러한 경우에 대비하기 위하여 공동정범이라는 개념을 새로 만들어 규정할 필요는 없을 것이다. 오히려 각자가 개별적으로 구성요건의 전체를 실현한 경우가 아니라 하더라도(구성요건의 일부만을 실현한 경우에도) 그 전체에 대한 책임을 지게 하는 데에 공동정범의 존재의의가 있다.

## 구별개념

### 종범
공동정범은 공동의사에 의한 기능적 행위지배가 있음에 반하여 종범은 그 행위지배가 없는 점에서 양자가 구별된다.

## 성립조건
주관적 요건으로서 '공동의 의사'와 객관적 요건으로는 '실행행위의 분담(역할분담)'이 필요하다.

### 주관적 요건: 공동의 의사
공동가공의 의사란 타인의 범행을 인식하면서도 이를 제지함이 없이 용인하는 것만으로는 부족하고 공동의 의사로 특정한 범죄행위를 하기 위하여 일체가 되어 서로 다른 사람의 행위를 이용하여 자기의 의사를 실행에 옮기는 것을 내용으로 하는 것이어야 한다.
공동정범이 인정되기 위한 공모, 즉 의사연락은 공동자 상호간에 있어야 하므로 범인 중 일방에게만 공동가공의 의사가 있는 편면적 공동정범은 인정되지 않는다.

### 객관적 요건: 실행행위의 분담

#### 기능적 행위지배
건설 관련 회사의 유일한 지배자가 회사 대표의 지위에서 장기간에 걸쳐 건설공사 현장소장들의 뇌물공여행위를 보고받고 이를 확인, 결재하는 등의 방법으로 위 행사에 관여한 경우, 비록 사전에 구체적인 대상 및 액수를 정하여 뇌물공여를 지시하지 아니하였다고 하더라도 그 핵심적 경과를 계획적으로 조종하거나 촉진하는 등의 기능적 행위지배를 하였다고 보아 공모공동정범이 성립한다.

## 공동정범의 처벌
공모가 이루어진 이상 실행행위에 직접 관여하지 아니한 자라도 다른 공모자의 행위에 대하여 공동정범으로서 형사적 책임을 진다.

## 판례
- 범인도피죄는 범인을 도피하게 함으로써 기수에 이르지만, 범인도피행위가 계속되는 동안에는 범죄행위도 계속되고 행위가 끝날 때 비로소 범죄행위가 종료된다. 따라서 공범자의 범인도피행위 도중에 그 범행을 인식하면서 그와 공동의 범의를 가지고 기왕의 범인도피상태를 이용하여 스스로 범인도피행위를 계속한 경우에는 범인도피죄의 공동정범이 성립한다.[6]
- 결과적 가중범인 상해치사죄의 공동정범은 폭행 기타의 신체침해행위를 공동으로 할 의사가 있으면 성립되고 결과를 공동으로 할 의사는 필요 없다.[7]
- 배임증재의 공모공동정범이 다른 공모공동정범에 의하여 수재자에게 재물 또는 재산상 이익이 제공되는 방법을 구체적으로 몰랐다고 하더라도 공모관계를 부정할 수 없다.[8]
- 공동가공의사는 타인의 범행을 인식하면서도 이를 제지하지 아니하고 용인하는 것만으로는 부족하고, 공동의 의사로 특정한 범죄행위를 하기 위해 일체가 되어 서로 다른 사람의 행위를 이용하여 자기의 의사를 실행에 옮기는 것을 내용으로 하는 것이어야 한다[9]
- 세무사법은 세무사와 세무사였던 자 또는 그 사무직원과 사무직원이었던 자가 직무상 지득한 비밀을 누설하는 행위를 처벌하고 있을 뿐 비밀을 누설받는 상대방을 처벌하는 규정이 없으므로 세무사의 사무직원으로부터 그가 직무상 지득한 비밀을 기재한 서면을 교부받은 행위는 세무사법상 직무상 비밀누설죄의 공동정범에 해당하지 않는다[10]
- 업무상 배임죄의 실행으로 이익을 얻게 되는 수익자는 실행행위자의 행위가 피해자 본인에 대한 배임행위에 해당한다는 점을 인식한 상태에서 배임의 의도가 전혀 없었던 실행행위자에게 배임행위를 교사하거나 또는 배임행위의 전 과정에 관여하는 등으로 배임행위에 적극 가담한 경우에 한하여 배임의 실행행위자에 대한 공동정범으로 인정할 수 있다.[11]
- 물건의 소유자가 아닌 사람은 형법 제33조 본문에 따라 소유자의 권리행사방해 범행에 가담한 경우에 한하여 그의 공범이 될 수 있을 뿐이다. 그러나 권리행사방해죄의 공범으로 기소된 물건의 소유자에게 고의가 없는 등으로 범죄가 성립하지 않는다면 공동정범이 성립할 여지가 없다.[12]
- 甲이 부녀를 유인하여 성매매를 통해 수익을 얻을 것을 乙과 공모한 후, 乙로 하여금 유인된 A녀(16세)의 성매매 홍보용 나체사진을 찍도록 하고, A가 중도에 약속을 어길 경우 민․형사상 책임을 진다는 각서를 작성하도록 하였지만, 甲이 별건으로 체포되어 구치소에 수감 중인 동안 A가 乙의 관리 아래 성매수의 대가로 받은 돈을 A, 乙 및 甲의 처 등이 나누어 사용한 경우, 甲은 공모관계에서 이탈한 것으로 볼 수 없다[13]
- 甲이 피해자 일행을 한 사람씩 나누어 강간하자는 乙의 제의에 아무런 대답도 하지 않고 따라다니다가 자신의 강간 상대방으로 남겨진 A에게 일체의 신체적 접촉도 시도하지 않은 채 乙이 인근 숲 속에서 강간을 마칠 때까지 A와 함께 이야기만 나눈 경우, 甲에게 乙의 강간 범행에 공동으로 가공할 의사가 있었다고 볼 수 없다[14]
- 2인 이상이 범죄에 공동 가공하는 공범관계에서 공모는 법률상 어떤 정형을 요구하는 것이 아니고, 2인 이상이 공모하여 어느 범죄에 공동 가공하여 그 범죄를 실현하려는 의사의 결합만 있으면 되는 것으로서, 비록 전체의 모의과정이 없었다고 하더라도 수인 사이에 순차적으로 또는 암묵적으로 상통하여 그 의사의 결합이 이루어지면 공모관계가 성립한다.[15]
- 건설 관련 회사의 유일한 지배자인 甲이 회사 대표의 지위에서 장기간에 걸쳐 건설공사 현장소장들의 뇌물공여행위를 보고받고 이를 확인․결재하는 등의 방법으로 위 행위에 관여하였다면, 비록 사전에 구체적인 대상 및 액수를 정하여 뇌물공여를 지시하지 않았다고 하더라도 공모공동정범의 죄책이 인정된다.[16]
- 처(妻)가 구속된 남편을 대행하여 그의 지시를 받아 회사를 운영하면서 조세범처벌법상의 조세포탈행위를 하다가 협의이혼한 후 처(妻) 혼자 회사를 경영하였더라도 이혼 전 남편의 영향력이 제거되지 않아 조세포탈행위가 계속되었다면 남편은 협의이혼 후에도 여전히 공동정범으로서 책임을 진다[17]
- 공동정범이 성립하기 위하여는 주관적 요건으로서 공동가공의 의사와 객관적 요건으로서 공동의사에 의한 기능적 행위지배를 통한 범죄의 실행사실이 필요한바, 위 주관적 요건으로서 공동가공의 의사는 타인의 범행을 인식하면서도 이를 저지하지 아니하고 용인하는 것만으로는 부족하고 공동의 의사로 특정한 범죄행위를 하기 위하여 일체가 되어 서로 다른 사람의 행위를 이용하여 자기의 의사를 실행에 옮기는 것을 내용으로 하는 것이어야 한다[18]
- 포괄일죄의 범행 도중에 공동정범으로 범행에 가담한 자는 비록 그가 그 범행에 가담할 때에 이미 이루어진 종전의 범행을 알았다 하더라도 그 가담 이후의 범행에 대하여만 공동정범으로 책임을 진다[19]
- 3인 이상의 범인이 합동절도의 범행을 공모한 후 적어도 2인 이상의 범인이 범행 현장에서 시간적, 장소적으로 협동관계를 이루어 절도의 실행행위를 분담하여 절도 범행을 한 경우에, 그 공모에는 참여하였으나 현장에서 절도의 실행행위를 직접 분담하지 아니한 다른 범인에 대하여도 그가 현장에서 절도 범행을 실행한 위 2인 이상의 범인의 행위를 자기 의사의 수단으로 하여 합동절도의 범행을 하였다고 평가할 수 있는 정범성의 표지를 갖추고 있는 한 공동정범의 일반 이론에 비추어 그 다른 범인에 대하여 합동절도의 공동정범으로 인정할 수 있다[20]

- 공모공동정범에 있어서 공모관계에서 이탈이 인정되기 위해서는 공모자가 공모에 의하여 담당한 기능적 행위지배를 해소하는 것이 필요하므로 공모자가 공모에 주도적으로 참여하여 다른 공모자의 실행에 영향을 미친 때에는 범행을 저지하기 위하여 적극적으로 노력하는 등 실행에 미친 영향력을 제거해야 한다.[21]
- 합동하여 절도를 한 경우 범인 중 1인이 체포를 면탈할 목적으로 폭행을 하여 상해를 가한 때에는 나머지 범인도 이를 예기하지 못한 것으로 볼 수 없으면 준강도상해죄의 죄책을 면할 수 없다.[22](다른 공범자에게 폭행협박의 예견가능성이 존재하면 본죄의 공동정범이 성립된다는 입장)
- 공모가 이루어진 이상 실행행위에 직접 관여하지 아니한 자라도 다른 공모자의 행위에 대하여 공동정범으로서의 형사책임을 지는 것이다.[23]
- 입시부정행위를 지시한 자가 부정행위의 방법으로서 사정위원들의 업무를 방해할 것을 특정하거나 명시하여 지시하지 않았더라도 업무방해죄의 공동정범에 해당한다[24].
- 전자제품 등을 밀수입해 올테니 이를 팔아달라는 제의를 받고 승낙한 경우, 그 승낙은 물품을 밀수입해 오면 이를 취득하거나 그 매각알선을 하겠다는 의사표시로 볼 수 있을 뿐 밀수입 범행을 공동으로 하겠다는 공모의 의사를 표시하는 것으로는 볼 수 없다[25].
- 우연히 만난 자리에서 서로 협력하여 공동의 범의를 실현하려는 의사가 암묵적으로 상통하여 범행에 공동가공한 것이라면 공동정범이 성립한다[26].
- 공모에 의한 범죄의 공동실행은 모든 공범자가 스스로 범죄의 구성요건을 실현하는 것을 전제로 하지 않고, 그 실현행위를 하는 공범자에게 그 행위결정을 강화하도록 협력하는 것으로도 가능하다[27].
- 공모관계에서의 이탈은 공모자가 공모에 의하여 담당한 기능적 행위지배를 해소하는 것이 필요하므로 공모자가 공모에 주도적으로 참여하여 다른 공모자의 실행에 영향을 미친 때에는 범행을 저지하기 위하여 적극적으로 노력하는 등 실행에 미친 영향력을 제거하지 아니하는 한 공모관계에서 이탈하였다고 할 수 없다.[28]
- 공범자가 공갈행위의 실행에 착수한 후 그 범행을 인식하면서 그와 공동의 범의를 가지고 그 후의 공갈행위를 계속하여 재물의 교부나 재산상 이익의 취득에 이른 때에는 공갈죄의 공동정범이 성립한다[29]
- 의료인일지라도 의료인 아닌 자의 의료행위에 공모하여 가공하면 의료법에서 규정하는 무면허의료행위의 공동정범이 성립한다[30].
- 과실범의 공동정범도 인정한다[31].
- 부작위범 사이의 공동정범은 다수의 부작위범에게 공통된 의무가 부여되어 있고 그 의무를 공통으로 이행할 수 있을 때만 성립한다[32].
- 공모관계는 비록 전체적인 모의과정이 없었다고 하더라도 수인 사이에 순차적으로 또는 암묵적으로 상통하여 그 의사의 결합이 이루어지면 성립한다[33].
- 2인이 합동하여 절도행위를 하다가 발각되어 도망하던 중 1인이 체포를 면탈하기 위하여 상해를 입혔다면 다른 1인에게도 강도상해죄의 죄책이 있다[34].
- A가 위조된 부동산임대차계약서를 담보로 제공하고 피해자 B로부터 돈을 빌려 편취할 것을 계획하면서 B가 계약서상의 임대인에게 전화를 걸어 확인할 것을 대비하여 C에게 미리 전화를 하여 임대인 행세를 해달라고 부탁하였고, C는 이런 사정을 잘 알면서도 이를 승낙하여 실제의 임대인인 것처럼 행세하여 전세금액 등을 확인해 준 경우에 있어서 C의 행위는 A의 위조사문서행사죄의 공동정범으로 인정할 수 있다[35].
- 상대방에게 오토바이를 훔쳐오면 그것을 자기가 사주겠다고 부추긴 경우에 부추긴 사람에게는 절도죄의 공동실행의 의사를 인정할 수 없으므로 절도죄의 공동정범이 되지는 못한다[36].
- 공모자들이 그 공모한 범행을 수행하거나 목적 달성을 위해 나아가는 도중에 부수적인 다른 범죄가 파생되리라고 예상하거나 충분히 예상할 수 있는데도 그러한 가능성을 외면한 채 이를 방지하기에 족한 합리적인 조치를 취하지 아니하고 공모한 범행에 나아갔다가 결국 그와 같이 예상되던 범행들이 발생하였다면, 당초의 공모자들 사이에 그 범행 전부에 대하여 암묵적인 공모는 물론 그에 대한 기능적 행위지배가 존재한다고 보아야 한다[37].
- 딱지어음을 발행하였으나 딱지어음의 전전유통경로, 중간소지인들, 기망방법을 구체적으로 몰랐다고 하더라도 사기죄의 공모관계를 인정할 수 있다[38]
- 갑 주식회사의 협력업체 소속 근로자인 피고인들을 비롯한 10인이 갑 주식회사 정문 앞 등에서 1인은 고용보장 등의 주장 내용이 담긴 피켓을 들고 다른 2~4인은 그 옆에 서 있는 방법으로 6일간 총 17회에 걸쳐 미신 옥외시위를 한 경우, 공모공동정범에 의한 시위주최자로서 책임을 물을 수 있다[39].
- 공모공동정범에 있어서 그 공모자중의 1인이 다른 공모자가 실행행위에 이르기 전에 그 공모관계에서 이탈한 때에는 그 이후의 다른 공모자의 행위에 관하여 공동정범으로서의 책임을 지지 않는다고 할 것이고 그 이탈의 표시는 반드시 명시적임을 요하지 않는다[40].
- 포괄일죄의 범행 도중에 공동정범으로 범행에 가담한 자는 비록 그가 그 범행에 가담할 때에 이미 이루어진 종전의 범행을 알았다 하더라도 그 가담 이후의 범행에 대하여만 공동정범으로 책임을 진다[41].
- 결과적가중범의 공동정범은 기본행위를 공동으로 할 의사가 있으면 성립하고 결 과를 공동으로 할 의사는 필요 없다. 특수공무집행방해치사상죄는 단체 또는 다중의 위력 을 보이거나 위험한 물건을 휴대하고 직무를 집행하는 공무원에 대하여 폭행, 협박을 하여 공무원을 사상에 이르게 한 경우에 성립하는 결과적가중범으로서 행위자가 그 결과를 의도할 필요는 없고 그 결과의 발생을 예견할 수 있으면 족하다[42]

## 같이 보기
- 합동범
- 교사범
- 정범
- 종범
- 동시범
- 대한민국 형법 제30조 (공동정범)

## 참고 문헌
- 손동권, 『체계적 형법연습』, 율곡출판사, 2005. (ISBN 8985177915)
- 정준섭. "합동범의 공동정범 - 대법원 1998. 5. 21. 선고 98도321판결과 관련하여: 합동범의 공동정범." 성균관법학 18.3 (2006): 599-631.
- 류부곤. "부작위범의 공동정범?: 공동의 협력적 의무상황에서의 부작위." 형사법연구 22.3 (2010): 139-162.
- 박경규. "간접정범의 공동정범? - 국제형사재판소(ICC) 판례와 독일 및 국내의 논의를 중심으로 -." 형사법연구 29.4 (2017): 37-69.
- 최성진. "공모공동정범 형상에 대한 비판적 소고." 법학연구 33.2 (2025): 115-136.
- 이원경. "판례에 나타난 공동정범의 정범성 판단기준." 형사법연구 26.3 (2014): 11-34.
- 정지훈. "공모공동정범이론을 둘러싼 논쟁들의 현주소." 법학연구 15.2 (2012): 205-229.
- 손지영. "형법 제30조 「공동」의 의미와 공동정범의 본질." 법학논총 24.- (2010): 47-73.
- 강효원,and 최민영. "공범 혹은 공동정범의 초과행위에 대한 형사책임 성립요건 - 영국과 독일의 판례 변화를 중심으로." 형사법연구 35.3 (2023): 57-84.
- 고명수. "공동정범과 개별 인과관계: 과실범의 공동정범 부정 논거." 비교형사법연구 24.2 (2022): 81-107.
- 윤상민. "｢폭력행위 등 처벌에 관한 법률｣상 공동범의 공동정범." 원광법학 36.3 (2020): 31-48.